# Franck Liaigre
Franck Liaigre, né en 1968, est un historien français.

## Biographie
Franck Liaigre, enseignant dans le secondaire en Loire-Atlantique depuis 1995, a commencé à exploiter les sources policières des archives de l'épuration dès la fin des années 1990. Ces investigations aboutissent à une première publication en 2000 sur la police municipale de Nantes. Dans la foulée, il publie  deux ouvrages ayant pour cadre la ville de Nantes : le premier sur les otages fusillés en octobre 1941, à la suite de l'attentat contre le commandant Hotz, et le second sur le maire de Nantes André Morice.
En 2004, il publie Le Sang des communistes, un livre sur l'histoire des premiers jeunes résistants communistes appelés les Bataillons de la jeunesse dont certains avaient été les auteurs de l'attentat de Nantes. Cette publication est le début d'un long compagnonnage avec le coauteur de l'ouvrage Jean-Marc Berlière, spécialiste de l'histoire de la police. Entre 2004 et 2015, Franck Liaigre et Jean-Marc Berlière cosignent six ouvrages en commun, touchant à la période clandestine de l'histoire du Parti communiste français pendant la Seconde Guerre mondiale,,.
Liquider les traîtres, la face cachée du PCF publié en 2007 raconte l’histoire du groupe Valmy, une trentaine de militants  communistes de confiance chargés de la police interne au parti et qui auraient exécuté une vingtaine de personnes présumées traîtres ou dangereuses, parmi lesquelles Marcel Gitton. Ce livre est distingué par le prix Guizot en 2008. En 2007, lorsqu’à l’occasion de sa campagne présidentielle et de son investiture, Nicolas Sarkozy remet à l’honneur la figure de Guy Môquet, il s’avère que Le Sang des communistes est un des ouvrages de référence qui permet de cerner l’histoire et la légende du jeune communiste interné au camp de Choisel et fusillé en représailles après la mort de Karl Hotz. Ceci amène Berlière et Liaigre à revenir sur le sujet en publiant en 2009 un ouvrage plus polémique L'Affaire Guy Môcquet. Enquête sur une mystification officielle. Selon la recension du livre publiée dans Le Monde :

« […] les deux historiens qui ont déjà fortement dérangé la vision officielle de l'histoire du PCF durant la guerre (Le Sang des communistes, Fayard, 2004 ; Liquider les traîtres, Laffont, 2007) épinglent le manque de rigueur de leurs aînés, peu soucieux de démonter le mythe qui s'est emparé d'un activiste en herbe, clandestin sinon résistant, pour en faire un héros national, icône sanctifiée dont le sang versé lavait les taches d'un Parti communiste qui peinait à effacer à l'été 1941 sa compromission avec le pouvoir nazi. »

L’ouvrage  reçoit un écho moins favorable dans L'Humanité :

« […] ni plus ni moins qu’une deuxième mort de Guy Môquet ! […], ce torchon s’appelle L’Affaire Guy Môquet, enquête sur une mystification officielle. Le titre résume à lui seul le contenu. D’ailleurs, le supplice du jeune Guy n’est qu’un prétexte. La quasi-totalité du livre n’existe que pour dénoncer toute idée d’engagement plus ou moins communiste […] »

Franck Liaigre a également collaboré avec Sylvain Boulouque pour écrire Les Listes noires du PCF, vingt-huit listes dressées par l’appareil du PCF entre 1931 et 1945, destinées aux cadres et permettant de promouvoir le bon militant.
Le 19 décembre 2012, il est diplômé à la suite de sa thèse de doctorat en histoire, Les Francs-Tireurs et Partisans (FTP) face à la répression, étude circonscrite aux seules villes de la Zone occupée. Une autre approche de l'histoire de la résistance,. De cette thèse résulte un livre de synthèse, Les FTP, nouvelle histoire d’une résistance, publié en 2015 et dont Stéphane Courtois et Marc Lazar écrivent qu’il est le premier ouvrage sérieusement documenté sur la lutte armée.

## Œuvres
- Franck Liaigre, L'affaire des 50 otages en 30 questions, La crèche, Geste, 2001
- Franck Liaigre, L’étrange ascension d’un maire de Nantes. André Morice, la Collaboration et la Résistance, Éditions de l’Atelier, 2002, 240 p.[11]
- Jean-Marc Berlière et Franck Liaigre, Le sang des communistes : les bataillons de la jeunesse dans la lutte armée, automne 1941, Paris, Fayard, coll. « Nouvelles études contemporaines », 2004, 415 p. (ISBN 2-213-61487-3) [12],[13]
- Jean-Marc Berlière et Franck Liaigre, Liquider les traîtres : la face cachée du PCF, 1941-1943, Paris, Robert Laffont, 2007, 510 p. (ISBN 978-2-221-10756-0)[3],[14]. Réédition : Jean-Marc Berlière et Franck Liaigre, Liquider les traîtres : la face cachée du PCF, 1941-1943, Paris, Robert Laffont, coll. « Documento », 2015, 510 p. (ISBN 978-2-221-15617-9, BNF 44272021).
- Sylvain Boulouque et Franck Liaigre, Les listes noires du PCF, Paris, Calmann-Lévy, 2008, 261 p.[15]
- Jean Marc Berlière et Franck Liaigre, L'Affaire Guy Môcquet, Enquête sur une mystification officielle, Larousse, 2009
- Jean Marc Berlière et Franck Liaigre, Ainsi finissent les salauds : séquestrations et exécutions clandestines dans Paris libéré, Robert Laffont, 2012
- Jean Marc Berlière et Franck Liaigre, Camarade, la lutte continue, De la résistance à L’espionnage communiste, Éditions Robert Laffont, janvier 2015, 416 p.
- Franck Liaigre, Les FTP, Nouvelle histoire d'une résistance, Perrin, 2015, 366 p. (ISBN 978-2-262-06469-3, BNF 44490759, lire en ligne) [16]
- Jean Marc Berlière et Franck Liaigre, Ainsi finissent les salauds, Éditions Tallandier, 2022, 480 p. (ISBN 979-1-02105-533-9)

## Récompenses et distinctions
- Médaille de bronze 2008 du Prix Guizot pour Liquider les traîtres. La face cachée du PCF (1941-1943)[17]